# Kirin Cup 1993
Kirin Cup 1993 – czternasty, piłkarski turniej towarzyski Kirin Cup, odbył się w dniach 7 - 14 marca 1993 r. w Japonii. W turnieju tradycyjnie wzięły udział trzy zespoły: drużyna gospodarzy, Stanów Zjednoczonych i Węgier.

## Mecze
| 7 marca |  | Japonia | 0 | - | 1 (0-0) | Węgry |

| 10 marca Japonia |  | Węgry | 0 | - | 0 | Stany Zjednoczone |

| 14 marca |  | Japonia | 3 | - | 1 (1-1) | Stany Zjednoczone |

## Końcowa tabela
| M | Reprezentacja     | L.m. | Zw. | Rem. | Por. | Bramki | R.br. | Pkt |
| 1 | Węgry             | 2    | 1   | 1    | 0    | 1:0    | +1    | 4   |
| 2 | Japonia           | 2    | 1   | 0    | 1    | 3:2    | +1    | 3   |
| 3 | Stany Zjednoczone | 2    | 0   | 1    | 1    | 1:3    | -2    | 1   |

Czternastym triumfatorem turnieju Kirin Cup został zespół Węgier.